# Ninja Theory
Ninja Theory Ltd. é uma desenvolvedora de jogos eletrônicos localizada em Cambridge, na Inglaterra. Inicialmente fundada como Just Add Monsters, em março de 2000, a empresa foi comprada pela Xbox Game Studios em 2018 para trabalhar exclusivamente para ela. 
A equipe desenvolveu o seu primeiro jogo, Kung Fu Chaos, em 2003 exclusivamente para a Xbox, que foi publicado pela Microsoft Game Studios. 
DmC: Devil May Cry, lançado em Janeiro de 2013 para PlayStation 3, Xbox 360 e Microsoft Windows rendeu à produtora nomeações para cinco categorias como melhor Desenvolver Indústria Excellence Awards, incluindo melhor nova franquia IP, visual artes, realização de áudio, inovação técnica, e os melhores desenvolvedores independentes. Na E3 de 2018 a microsoft anunciou a aquisição da empresa.

## Jogos
| Lançamento | Titulo                        | Publicadora                 | Plataforma(s)                                                        |
| ---------- | ----------------------------- | --------------------------- | -------------------------------------------------------------------- |
| 2003       | Kung Fu Chaos                 | Xbox Game Studios           | Xbox                                                                 |
| 2007       | Heavenly Sword                | Sony Computer Entertainment | PlayStation 3                                                        |
| 2010       | Enslaved: Odyssey to the West | Bandai Namco Entertainment  | Xbox 360, PlayStation 3 & Microsoft Windows                          |
| 2013       | DmC: Devil May Cry            | Capcom                      | Xbox One, Xbox 360, PlayStation 4, PlayStation 3 & Microsoft Windows |
| 2017       | Hellblade: Senua's Sacrifice  | Ninja Theory                | PlayStation 4, Xbox One, Nintendo Switch & Microsoft Windows         |
| 2020       | Bleeding Edge                 | Xbox Game Studios           | Xbox One & Windows 10                                                |
| 2023       | Senua's Saga: Hellblade II    | Xbox Game Studios           | Xbox Series X\|S & Windows 10                                        |
| TBD        | Project: Mara                 | Xbox Game Studios           | Xbox Series X\|S & Windows 10                                        |

## Xbox Game Studios (2018 - Presente)
Agora sobre a tutela da Microsoft Xbox Game Studios, a Ninja Theory trabalha em Exclusivos para suas plataformas (Xbox & Windows), com isso, aumentando o catálogo de Hack 'N Slashs & Jogos Singleplayers para a Plataforma, que vinha decadente neste sentido;
Atualmente a Ninja Theory trabalha em Bleeding Edge e Senua's Saga: Hellblade II. O primeiro é a entrada do estúdio em jogos multiplayers, será exclusivo de Xbox One e PCs Windows 10 que será lançado em 24 de março de 2020. Enquanto o último seguirá a tradição de jogos single-players da equipe, será exclusivo do Xbox Series X e Windows 10, ainda sem data de lançamento.